# Caspar Maximilian Droste zu Vischering-Padberg

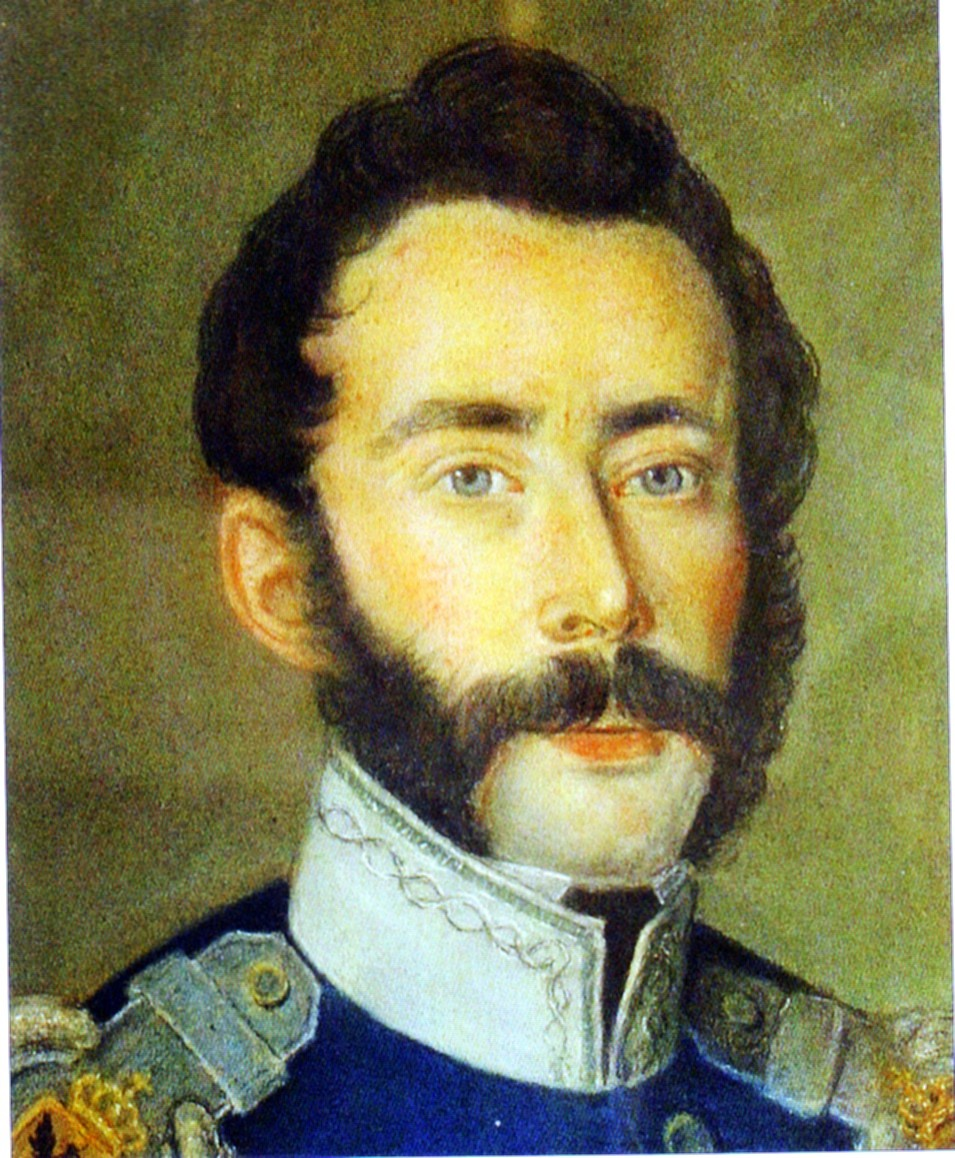
Caspar Maximilian Droste zu Vischering-Padberg

Caspar Maximilian (Taufname: Caspar Maximilian Josef Thomas Hubert Maria) Droste zu Vischering-Padberg (* 7. März 1808 in Münster; † 27. Mai 1887 in Coburg) war Landrat des Kreises Brilon und preußischer Abgeordneter.

## Leben

### Herkunft und Familie
Als Sohn der Eheleute Maximilian Droste zu Vischering-Padberg und Regina Dorothea Franziska von Padberg zu Padberg stammte Caspar Maximilian  aus dem westfälischen Uradelsgeschlecht der Droste zu Vischering. Sein gleichnamiger Vater war Herr auf Padberg-Unterhaus und Hoppecke und seit 1817 Landrat des Kreises Brilon. Seine Onkel waren: Adolf Heidenreich (* 1769; † 1826, Erbauer des Erbdrostenhofs), Kaspar (* 1770, † 1846,  Bischof von Münster), Franz (* 1771, † 1826, katholischer Theologe und Publizist) und  Clemens (* 1773, † 1845, Erzbischof von Köln).
Im Jahre 1835 heiratete er in Münster  Theresia von Galen, Tochter von Clemens August Josef von Galen (* 1748, † 1820) und Anna Angela Caroline von Ascheberg (* 1773, † 1806).

### Beruflicher Werdegang
Caspar Maximilian besuchte das Gymnasium Petrinum in Brilon. Mit der Sekundarreife verließ er die Schule und trat 1826 in das preußische Militär ein. Er diente beim 2. Westfälischen Husarenregiment Nr. 11 in Münster. Im Jahr 1830 wurde Vischering-Padberg zum Sekondeleutnant befördert und verließ die Armee im Jahr 1832.
Im Jahr 1845 bestand er die Amtmann-Prüfung bei der Regierung in Arnsberg und wurde mit der Verwaltung des Kreises Brilon beauftragt. Trotz Stimmenmehrheit sprach sich die Regierung in Arnsberg 1846 gegen eine endgültige Berufung aus, da sie Vischering-Padberg für ungeeignet hielt. Nach erfolgreichem Ablegen der Landratsprüfung wurde er definitiv ernannt. Vischering-Padberg übte das Landratsamt bis zu seiner Pensionierung 1878 aus. 1845 nahm er am Provinziallandtag der Provinz Westfalen teil. Er war als Stellvertreter im Stand der Ritterschaft im Wahlbezirk Herzogtum Westfalen gewählt worden.
Im Jahr 1855 wurde Vischering-Padberg für den Wahlbezirk Meschede-Brilon-Wittgenstein in das preußische Abgeordnetenhaus gewählt.

## Schriften
- Die statistischen Verhältnisse des Kreises Brilon. Nach amtlichen Quellen bearbeitet. Friedländer, Brilon 1865